# Henan (sockenhuvudort i Kina, Heilongjiang Sheng, lat 47,97, long 126,02)
Henan (kinesiska: 河南, 河南乡) är en sockenhuvudort i Kina. Den ligger i provinsen Heilongjiang, i den nordöstra delen av landet, omkring 250 kilometer norr om provinshuvudstaden Harbin. Antalet invånare är 25 640. Befolkningen består av 12 785 kvinnor och 12 855 män. Barn under 15 år utgör 14,0 %, vuxna 15-64 år 78 %, och äldre över 65 år 6,0 %.
Runt Henan är det ganska tätbefolkat, med 139 invånare per kvadratkilometer. Närmaste större samhälle är Xingnong, 18,9 km söder om Henan. Trakten runt Henan består till största delen av jordbruksmark.
Genomsnittlig årsnederbörd är 900 millimeter. Den regnigaste månaden är juli, med i genomsnitt 278 mm nederbörd, och den torraste är januari, med 6 mm nederbörd.